# Норшелланн
«Норшелланн» (дан. FC Nordsjælland, ['noʁɕɛlɑnˀ]) — данський футбольний клуб з Фарума, заснований 1991 року. Виступає у данській Суперлізі. 
Команда відома атакувальною манерою гри за схемою 4-3-3. «Норшелланн» грає на стадіоні «Фарум Парк», розрахованому на 10 100 глядачів, з яких 9800 місць є сидячими.

## Історія

### БК «Фарум» (1991—2003)
Клуб «Фарум» було утворено 1 січня 1991 року шляхом поєднання двох клубів «Farum Idræts Klub» (який було створено 1910 року) та «Stavnsholt Boldklub» (заснований у 1974 році). Створення нового клубу було ініційовано місцевими жителями, також була підтримка мера міста Фарум. «Фарум» один з рідкісних випадків вдалого об'єднання клубів у данському футболі.

### «Норшелланн» (з 2003)
З недавніх часів клуб грає у Суперлізі.
У сезоні 2008/09 «Норшелланн» здобув право на виступ у Кубку УЄФА. В першому раунді «дикі тигри» здолали естонський ФК TVMK Таллінн, але в другому поступились грецькому «Олімпіакосу».
2010 року «Дикі тигри» виграли Кубок Данії, а 2011 року повторили цей успіх. В обох фінальних поєдинках перемогу здобули над «Мідтьюлландом». У 2010-му — 2:0, а через рік — 3:2. 2012 року вперше стали чемпіонами Данії, випередивши на 2 очки ФК «Копенгаген», що дало змогу команді кваліфікуватися для участі в Лізі чемпіонів 2012–13.

## Склад команди
Станом на 21 травня 2021

| №  | Поз. | Нац.     | Гравець                           |
| -- | ---- | -------- | --------------------------------- |
| 1  | ВР   | Данія    | Петер Віндаль Єнсен               |
| 2  | ЗХ   | Данія    | Мадс Тюкосен                      |
| 3  | ЗХ   | Норвегія | Ульрік Єнссен                     |
| 4  | ЗХ   | Данія    | Кіан Гансен                       |
| 6  | ПЗ   | Данія    | Якоб Крістенсен                   |
| 11 | НП   | Данія    | Мадс Гансен                       |
| 17 | НП   | Малі     | Леві Нене                         |
| 20 | НП   | Данія    | Андреас Бредаль                   |
| 21 | ПЗ   | Данія    | Зідан Сертдемір                   |
| 22 | ПЗ   | Данія    | Віктор Єнсен (в оренді з «Аяксу») |

| №  | Поз. | Нац.      | Гравець            |
| -- | ---- | --------- | ------------------ |
| 23 | ЗХ   | Данія     | Олівер Вілладсен   |
| 24 | ЗХ   | Данія     | Лукас Гойсберг     |
| 25 | ЗХ   | Фінляндія | Юго Лягтеенмякі    |
| 29 | ПЗ   | Данія     | Віллум Бертельсен  |
| 31 | ВР   | Данія     | Андреас Гюлсторфф  |
| 34 | НП   | Данія     | Мартін Фресе       |
| 36 | ПЗ   | Гана      | Кейлеб Їренкьї     |
| 37 | НП   | Гана      | Ібрагім Садік      |
| 38 | ВР   | Данія     | Вільям Люкке       |
| 43 | НП   | Норвегія  | Сіндре Валле Егелі |
| 45 | ЗХ   | Данія     | Ноа Маркманн       |

## Досягнення
- Чемпіонат Данії
  - Чемпіон (1): 2011-12

- Кубок Данії:
  - Володар кубка (2): 2009–10, 2010-11

## Виступи в єврокубках
| Сезон   | Змагання       | Раунд   | Клуб                  | Вдома | На виїзді | В сукупності |  |
| ------- | -------------- | ------- | --------------------- | ----- | --------- | ------------ |  |
| 2003–04 | Кубок УЄФА     | КР      | Ширак                 | 4–0   | 2–0       | 6–0          |  |
| 2003–04 | Кубок УЄФА     | 1Р      | Паніоніос             | 0–1   | 1–2       | 1–3          |  |
|         |                |         |                       |       |           |              |  |
| 2008–09 | Кубок УЄФА     | 1КР     | ТВМК                  | 5–0   | 3–0       | 8–0          |  |
| 2008–09 | Кубок УЄФА     | 2КР     | Квін оф зе Саут       | 2–1   | 2–1       | 4–2          |  |
| 2008–09 | Кубок УЄФА     | 1Р      | Олімпіакос            | 0–2   | 0–5       | 0–7          |  |
|         |                |         |                       |       |           |              |  |
| 2010–11 | Ліга Європи    | 3КР     | Спортінг              | 0–1   | 1–2       | 1–3          |  |
|         |                |         |                       |       |           |              |  |
| 2011–12 | Ліга Європи    | ПО      | Спортінг              | 0–0   | 1–2       | 1–2          |  |
|         |                |         |                       |       |           |              |  |
| 2012–13 | Ліга чемпіонів | Група E | Челсі                 | 0–4   | 1–6       | 4-е місце    |  |
| 2012–13 | Ліга чемпіонів | Група E | Ювентус               | 1–1   | 0–4       | 4-е місце    |  |
| 2012–13 | Ліга чемпіонів | Група E | Шахтар Донецьк        | 2–5   | 0–2       | 4-е місце    |  |
|         |                |         |                       |       |           |              |  |
| 2013–14 | Ліга чемпіонів | 3КР     | Зеніт Санкт-Петербург | 0–1   | 0–5       | 0–6          |  |
|         |                |         |                       |       |           |              |  |
| 2013–14 | Ліга Європи    | ПО      | Ельфсборг             | 0–1   | 1–1       | 1–2          |  |
|         |                |         |                       |       |           |              |  |
| 2018–19 | Ліга Європи    | 1КР     | Кліфтонвілль          | 2–1   | 1−0       | 3–1          |  |
| 2018–19 | Ліга Європи    | 2КР     | АІК                   | 1−0   | 1−0       | 2–0          |  |
| 2018–19 | Ліга Європи    | 3КР     | Партизан              | 1–2   | 2–3       | 3–5          |  |